# Пустиња Педирка
Пустиња Педирка се налази у Аустралији у централном делу државе Јужна Аустралија. Захвата површину од 18.000 km². Према типу подлоге спада у песковите пустиње.